# Final de Ascenso (2017)
Final de Ascenso 2017 – osiemnasta edycja dwumeczu między mistrzami drugiej ligi meksykańskiej (Ascenso MX) o awans do pierwszej ligi (Liga MX).
Dwumecz rozegrano pomiędzy triumfatorami drugiej ligi z jesiennego sezonu Apertura 2016 (Dorados de Sinaloa) i wiosennego sezonu Clausura 2017 (Lobos BUAP). Pierwsze spotkanie odbyło się 24 maja, zaś rewanż miał miejsce tydzień później, 30 maja. Gospodarzem meczu rewanżowego był Dorados de Sinaloa, z racji lepszego niż rywale bilansu w rozgrywkach drugiej ligi zliczanego z dwóch wyżej wymienionych sezonów.
Zwycięzcą dwumeczu okazał się Lobos BUAP prowadzony przez trenera Rafaela Puente, który pokonał w dwumeczu Dorados de Sinaloa łącznym wynikiem 3:2 (1:0, 2:2). Dzięki temu pierwszy raz w historii awansował do pierwszej ligi.